# Eresiologia

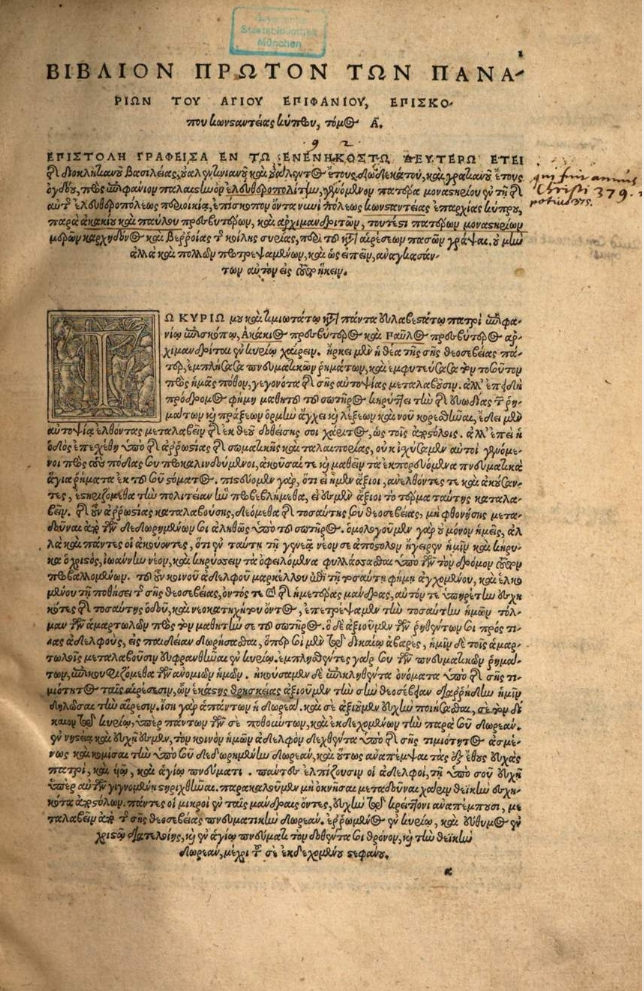
Copia a stampa del 1544 del Panarion di Epifanio di Costanza di Cipro, uno dei maggiori testi eresiologici dell'Età antica

L'eresiologia è lo studio delle eresie nell'ambito della teologia o della storia delle religioni. Lo studio dei testi eresiografici è comune sia nell'Islam che nel cristianesimo medievale.

## Etimologia e concetto
L'origine del termine è una traslitterazione del greco classico αἵρεσις: hairesis (atto di scegliere, elezione) che nel mondo classico "si applicava ad una tendenza o a una scuola filosofica, senza connotazioni negative". Flavio Giuseppe già applica questo concetto, con lo stesso senso classico, in riferimento alle tre sette religiose predominanti nella Giudea al tempo dei Maccabei, facendo allusione ai sadducei, i farisei e gli esseni. Il termine viene utilizzato nel Nuovo Testamento quando quando allude ai due primi due gruppi.

## Storia
Secondo "la ricerca moderna" l'eresiologia, comprenderebbe "tutte le opere di letteratura cristiana composta a partire dalla metà del secolo II d.C. e destinate a identificare, descrivere e rifiutare quelle idee e dottrine che non corrispondessero con le promulgazioni della Grande Chiesa". 
L'eresiologia si è sviluppata come parte dell'emergente definizione di ortodossia cristiana: i teologi e studiosi della Chiesa ricercavano e catalogavano i vari insegnamenti di varie sette cristiane, in modo da distinguere chiaramente le pratiche accettate dall'ortodossia e quelle rifiutate come eretiche. Altre comunioni svilupparono la propria tradizione eresiologica a se stante. 
Nell'Islam, l'eresiologia è stata presente in molte delle varie sette mussulmane, così come in altre religioni come il giudaisimo. Alcuni autori, come ʿAbd al-Qāhir al-Baghdādī e Ibn Hazm scrissero opere polemizzanti, criticando la falsità delle sette e delle altre religioni rispetto alla propria. Altri, come il persiano al-Shahrastani nel suo Al-Milal wa al-Nihal, si attestarono su posizioni più imparziali e vicine alla moderna scienza delle religioni.
Si ricordano come più grandi eresiologi dell'Età antica: Epifanio di Costanza di Cipro, Agostino d'Ippona e Filastrio da Brescia. Dagli eresiologi si distinguono i "controversisti": coloro che non hanno considerato e trattato l'eresia come tale, in sé e per sé, ma per confutare e ribattere l'eresia stessa o un'altra.